# Mundell Lowe
Mundell Lowe (Shady Grove, cerca de Laurel, Misisipi; 21 de abril de 1922-San Diego, California, 2 de diciembre de 2017) fue un guitarrista, compositor y director de orquesta estadounidense. Trabajó en la música de producciones de cine y televisión en la década de 1970, como la banda sonora de Billy Jack y la música de Starsky y Hutch, y trabajó con el André Previn Trío en la década de 1990. Actuó con notables del jazz y músicos populares.

## Vida y carrera
En la década de 1930 tocó música country y jazz Dixieland. Más tarde tocó con grandes bandas y orquestas, y en la televisión en Nueva York. En la década de 1960, Lowe compuso música para películas y televisión en Nueva York y Los Ángeles.
Tocó y grabó con Billie Holiday, Bobby Darin, Lester Young, Charlie Parker, Bill Evans, Helen Humes, Roy Buchanan, Charles Mingus, Stan Getz, Doc Severinsen, Kai Winding, Ella Fitzgerald, Sarah Vaughan, Carmen McRae, Peggy Lee, Dizzy Gillespie, Benny Carter, Herb Ellis, Tal Farlow, Barry Manilow, André Previn, Ray Brown, Kiri Te Kanawa, Tete Montoliu, Harry Belafonte, Lloyd Wells, Jim Ferguson, Ray Reach y muchos otros. Lowe fue el encargado de presentar al pianista Bill Evans al productor Orrin Keepnews resultando en las primeras grabaciones de Evans bajo su propio liderazgo.
Lowe era un músico habitual en la reunión anual del W. C. Handy, Festival de Música y miembro de la W. C. Handy Jazz All-Stars.
Durante la década de 1970 y principios de los años 1980 Lowe fue también un respetado maestro del Dick Grove Taller de Música, después la Escuela de Música Grove, en Studio City, California, una de las escuelas de música profesionales de alto nivel en el mundo. También enseñó composición en la Guitarra en el Instituto de Tecnología (GIT) en Hollywood, California, durante el mismo período de tiempo, así como guitarra y composición para films.
En 1998 fue incluido en el Salón de la Fama de la Música de Mississippi, y en 1999, el Millsaps College en Jackson, le confirió un doctorado honoris causa en Artes en reconocimiento de toda su vida de destacados logros musicales.
El 17 de julio de 2009, Mundell Lowe regresó a su casa a Laurel, la ciudad de la que se escapó en 1938. En reconocimiento a toda una vida musical le fue dada la llave de la ciudad y fue honrado por el alcalde Melvin Mack, quien proclamó el 18 de julio de 2009 como el Día de Mundell Lowe en Laurel.
Lowe estuvo casado con la cantante Betty Bennett, y apareció en 1990 en la grabación de su álbum The Song Is You, con Bob Cooper, George Cables, Monty Budwig y Roy McCurdy.

## Discografía

### Como líder
- 1953: The Mundell Lowe Quintet (RCA Victor)
- 1955: The Mundell Lowe Quartet (Riverside)
- 1956: Guitar Moods (Riverside)
- 1956: New Music of Alec Wilder (Riverside)
- 1957: A Grand Night for Swinging (Riverside)
- 1958: Porgy & Bess (RCA Camden)
- 1959: TV Action Jazz! (RCA Camden)
- 1960: Themes from Mr. Lucky, the Untouchables and Other TV Action Jazz (RCA Camden)
- 1974: California Guitar (Famous Door) - with Roger Kellaway and Jimmy Rowles
- 1977: Souvenirs (Jazz Alliance, 1977–92)
- 1978: The Incomparable (Dobre)
- 1989: Sweet 'n' Lovely (Fresh Sound) - with Tete Montoliu
- 1996: The Return of the Great Guitars (Concord) - with Charlie Byrd and Herb Ellis
- 2000: Mundell's Moods (Nagel-Heyer)

### Bandas sonoras de películas
- 1962: Satanás en Tacones Altos
- 1967: Tiempo para Matar
- 1971: Billy Jack
- 1972: Todo lo Que Siempre Quiso Saber Sobre el Sexo (Pero nunca Se atrevió a Preguntar)
- 1977: Tarántulas: La Carga Mortal

### Bandas sonoras de TV
- Wild Wild West
- El amor en una Azotea
- Hawaii Five-O
- Starsky y Hutch
- El ataque contra el Terrorismo: El FBI contra el Ku Klux Klan
- B. A. D. Gats

### Como músico de sesión
Con Tony Bennett
- My Heart Sings (Columbia, 1961)
- Who Can I Turn To (Columbia, 1964)

Con Gene Bianco
- Harp, Skip & Jump (RCA Camden, 1958)

Con Ruth Brown
- Miss Rhythm (Atlantic, 1959)
- Late Date with Ruth Brown (Atlantic, 1959)

Con Benny Carter
- Further Definitions (Impulse!, 1961–66)
- Live and Well in Japan (OJC, 1977)

Con Rosemary Clooney
- "On the First Warm Day" (Columbia, 1952)

Con Al Cohn
- Son of Drum Suite (RCA Victor, 1960)

Con Sammy Davis Jr.
- Mood to Be Wooed (Decca, 1957)

Con Blossom Dearie
- Once Upon a Summertime (Verve, 1959)

Con Don Elliott y Rusty Dedrick
- Counterpoint for Six Valves (Riverside, 1955–56)

Con Jimmy Forrest
- Soul Street (New Jazz, 1962)

Con Ella Fitzgerald
- Rhythm Is My Business (Verve, 1962)

Con Johnny Hodges
- Blue Rabbit (Verve, 1964) with Wild Bill Davis
- Con-Soul & Sax (RCA Victor, 1965) con Wild Bill Davis

Con Billie Holiday
- "Weep No More" / "Girls Were Made to Take Care of Boys" (Decca, 1948)
- "My Man" / "Porgy" (Decca, 1948)
- "Ain't Nobody's Business If I Do" / "Baby Get Lost" (Decca, 1949)

Con J. J. Johnson
- Broadway Express (RCA Victor, 1965) - arreglista y director de orquesta

Con Quincy Jones
- Quincy Jones Explora la Música de Henry Mancini (Mercury, 1964)

Con Barry Manilow
- 2:00 AM Paradise Cafe (Arista, 1984)

Con Herbie Mann
- Herbie Mann Plays The Roar of the Greasepaint – The Smell of the Crowd (Atlantic, 1965)
- Our Mann Flute (Atlantic, 1966)

Con Carmen McRae
- Carmen McRae (Bethlehem, 1954)
- A Foggy Day (Stardust, 1955)
- By Special Request (Decca, 1955)
- Blue Moon (Decca, 1956)
- Birds of a Feather (Decca, 1959)
- Carmen McRae Sings Lover Man and Other Billie Holiday Classics (Harmony, 1961)
- Bittersweet (Focus, 1964)

Con Joe Mooney
- The Greatness of Joe Mooney (Columbia, 1963)

Con Charlie Parker
- The Legendary Rockland Palace Concert, Volume 1 (Jazz Classics, 1952)

Con André Previn
- Uptown (Telarc, 1990)
- Old Friends (Telarc, 1992)
- Kiri Sidetracks: The Jazz Album (Polygram, 1992) - con Kiri Te Kanawa

Con Johnnie Ray
- "Cry" (Okeh, 1951)

Con Lalo Schifrin
- Nueva Fantasía (Verve, 1964)

Con Shirley Scott
- Sólo Para Miembros (Impulse!, 1963)

Con Sarah Vaughan
- Sarah Vaughan in Hi-Fi (Columbia, 1949–50)
- After Hours (Roulette, 1961) con George Duvivier

Con Ben Webster
- The Soul of Ben Webster (Verve, 1957–58)

Con Lloyd Wells
- This One's For Charlie (Azica 2000)